# Tenpe Nyima
Penchen Tenpe Nyima (tib.: pan chen bstan pa'i nyi ma; * 1782; † 1853) erhielt als vierter den Titel Penchen Lama und gilt als siebter Penchen Lama der Gelug-Tradition des tibetischen Buddhismus.

## Leben
Nachdem Penchen Lobsang Pelden Yeshe 1780 in Peking an Pocken gestorben war, schrieb der 10. Shamarpa 1782 einen Brief an Warren Hastings, in dem er ihm die Auffindung einer neuen Inkarnation des Penchen Lama mitteilte.
1810 gab Tenpe Nyima dem 9. Dalai Lama die buddhistischen Laiengelübde im Potala-Palast und nannte ihn „Lungtog Gyatsho“.
Nachdem Lungtok Gyatsho 1815 gestorben war, vergingen acht Jahre bis ein neuer Dalai Lama ausgewählt wurde. Schließlich willigte Tenpe Nyima ein, als Teil des Auswahlverfahrens für die neue Inkarnation des Dalai Lama erstmals die Goldene Urne zu verwenden. 1822 wurde der 10. Dalai Lama auserwählt, der bald darauf von Tenpe Nyima die buddhistischen Laiengelübde erhielt und den Namen „Tshülthrim Gyatsho“. 1833 erhielt Tshülthrim Gyatsho von Tenpe Nyima die volle Ordination.
Nach dem Tod Tshülthrim Gyatshos 1837 anerkannte Tenpe Nyima 1842 einen neuen Dalai Lama, gab ihm die buddhistischen Laiengelübde und nannte ihn „Khedrub Gyatsho“.
1844 ließ Tenpe Nyima ungefähr einen Kilometer südlich von Trashilhünpo einen Sommerpalast für die Penchen Lamas errichten.
Im selben Jahr wurde offenbar befürchtet, dem Penchen Lama drohe Gefahr vom damaligen Regenten (tib.: sde srid; Desi) in Lhasa Ngawang Jampel Tshülthrim Gyatsho (1792–1862/1864; war zwischen 1837 und 1843 auch 73. Ganden Thripa), worauf Tenpe Nyima in Richtung Osttibet aufbrach. Um ihm eine sichere Reise zu gewährleisten entführten Mönche des Klosters Sera drei Minister der Regierung des Regenten. Dies führte zur Deklaration eines „nationalen Notfalls“, und Tenpe Nyima wurde daraufhin eingeladen von Tsang nach Lhasa zurückzukehren. Im August 1844 wurde er als „Regent von Tibet“ eingesetzt. Allerdings übergab er dieses Amt schon im April 1845 an den 3. Reting Rinpoche Ngawang Yeshe Tshülthrim Gyeltshen.
1846 gab Tenpe Nyima dem 11. Dalai Lama die volle Ordination.
Penchen Tenpe Nyima starb 1853 im Alter von 71 Jahren. Unter den zahlreichen schriftlichen Werken Tenpe Nyimas ist seine enzyklopädische Arbeit über Sadhanas (tib.: sgrub thabs) und Gottheiten „Rinjung Lhantab“ (tib.: rin 'byung lhan thabs) besonders bekannt. In dem Text „Die klare Bedeutung der Juwelen-Mine“ wird das „Rinjung Gyatsa“ des Taranatha mit seinen dreihundert Praktiken sogar noch erweitert.